# Friedrich Stille (Architekt)
Friedrich Stille (geboren um 1840 oder 1850 in Hannover; gestorben nach 1898 ebenda) war ein deutscher Architekt und Maurermeister.

## Leben

### Familie
Friedrich Stille könnte laut den Bauhistorikern Günther Kokkelink und Monika Lemke-Kokkelink der Vater der Architekten Ernst Stille (26. Januar 1877 in Hannover – 14. März 1939 ebenda) und Heinrich Stille (17. Mai 1879 in Hannover – 31. Mai 1957 ebenda) gewesen sein. Laut dem Biographischen Lexikon zur Geschichte der deutschen Sozialpolitik 1871 bis 1945 soll der Vater des Architekten und Krankenkassen-Funktionärs Ernst Stille jedoch der evangelisch-lutherische Tischler Julius Stille (1840–1915) gewesen sein, seine Mutter Dorette, geborene Renneberg (1848–1939).

### Werdegang
Zur Zeit des Königreichs Hannover gründete Fritz Stille im Jahr 1828 in Hannover ein nach ihm benanntes Baugeschäft, das noch in den 1950er Jahren von Heinrich Stille als Inhaber fortgeführt wurde.
Das Adressbuch der Stadt Hannover von 1845 verzeichnete zwei Stilles in der Vorstadt als Eigentümer der von ihnen zugleich bewohnten Häuser: Den Maurer Friedrich Stille im Haus Fernrode 16, den Zimmermann Heinrich Stille in Fernrode 17/18.
In der späten Gründerzeit des Deutschen Kaiserreichs bewohnte der Maurermeister Fritz Stille laut dem Adreßbuch, Stadt- und Geschäftshandbuch der Königlichen Residenzstadt Hannover und der Stadt Linden von 1898 als Eigentümer zunächst noch das Parterre der – seinerzeitigen – Freytagstraße 12, während dasselbe Adressbuch eine Übersiedlung Stilles – der einen frühen Fernsprecher mit der Nummer 907 sein eigen nannte – zum März desselben Jahres in das 3. Stockwerk des Hauses Alte Celler Heerstraße 40 ankündigte.
Von der damaligen Hausnummer 40 aus errichtete der Architekt und Maurermeister im Jahr 1898 das Wohn- und Geschäftshaus Alte Celler Heerstraße 39, das sich heute unter der Adresse Lister Meile 33 findet. Als Eigentümer auch dieses Hauses hatte Stille das Nebengebäude Nummer 39a an den im Vorderhaus wohnenden Buchdruckereibesitzer Eberlein vermietet, Inhaber der im Nebengebäude untergebrachten Buchdruckerei August Eberlein & Co. Ebenfalls im Vorderhaus wohnte im 3. Stockwerk der Gartenmann Stille. Das Gebäude Lister Meile 33 steht heute als Bauensemble als Gruppe Fridastraße im Zusammenhang mit dem Weißekreuzplatz unter Denkmalschutz.